# Cimitero di Bercy
Il cimitero di Bercy è un cimitero che si trova al No. 329 di rue de Charenton (all'angolo di Avenue du Général Michel Bizot), nel XII arrondissement di Parigi, nel quartiere di Picpus. Ha una superficie di circa 6.100 m² ed ospita 1.120 tombe.

## Storia
In precedenza, gli abitanti di Bercy dipendevano dalla parrocchia di St. Paul, la quale usava a sua volta il cimitero di Sainte-Marguerite, cimitero che prendeva nome dalla stessa chiesa.
Vicino alla porta di Charenton, alla ferrovia della Petite Ceinture e ai boulevards des Maréchaux, il cimitero di Bercy venne istituito nel 1816, qualche anno prima di essere integrato a Parigi (nel 1860). In questo periodo, il cimitero raggiungeva i 1.079 ettari di superficie.

## Personalità sepolte
- Jean-Alfred Besnard (1863–1924), architetto;
- Henri Carbonetto-Derouville (1858-1919), compositore;
- Albert Cuvillier (1859–1930), sindaco;
- Louis Gallois (1874–1849), sindaco;
- Théodore Dehaese (1829–1853), pompiere morto durante un incendio;
- Albert Vandal (1853–1910), storico;
- François Brice Veuillot (morto nel 1839, a 54 anni), padre dello scrittore Louis Veuillot;
- André Planchet (1904-1985), consigliere municipale.